# NGC 4288A
NGC 4288A في الفهرس العام الجديد، هي مجرة، تقع في كوكبة السلوقيان. اكتشفت بواسطة ويليام هيرشل.

## روابط خارجية
- NGC 4288A على موقع ويكي سكاي: DSS2, SDSS, GALEX, IRAS, Hydrogen α, X-Ray, Astrophoto, Sky Map, Articles and images